# Die Tom und Jerry Show (1975)
Die Tom und Jerry Show ist eine amerikanische, animerte Zeichentrickserie aus dem Jahr 1975 und ist der spirituelle Vorgänger zu Die Tom und Jerry Show aus dem Jahr 2014. Die Serie wurde von Hanna-Barbera Productions in Zusammenarbeit mit MGM Television produziert. Im Gegensatz zu den klassisichen Kurzfilmen, spielt die Serie mit Freundschaft und Zusammenhalt zwischen namensgebundenen Protagonisten.

## Beschreibung
Im Gegensatz zu anderen Inkarnationen werden Tom und Jerry als Freunde und nicht als Feinde dargestellt, und in dieser Serie wurden die für die Kurzfilme zentralen Slapstick-Verfolgungsjagden und die Gewalt nicht verwendet. In den meisten Episoden haben sie es entweder mit verschiedenen Unruhen zu Hause zu tun, haben unterschiedliche Jobs oder kämpfen mit Spike.

## Episoden
| Nr. | Titel                                                             | Erstveröffentlichung |
| --- | ----------------------------------------------------------------- | -------------------- |
| 1   | No Way, Stowaways/The Ski Bunny/ Stay Awake or Else...            | 6. September 1975    |
| 2   | No Bones About It/An Ill Wind/ Beach Bully                        | 13. September 1975   |
| 3   | The Mammoth Manhunt/The Wacky World of Sports/ Robin Ho Ho        | 20. September 1975   |
| 4   | Safe But Not Sorry/Gopher Broke/ The Super Bowler                 | 27. September 1975   |
| 5   | Tricky McTrout/The Tennis Menace/ Cosmic Cat and Meteor Mouse     | 4. Oktober 1975      |
| 6   | The Castle Wiz/Grim and Bear It/The Flying Sorceless              | 11. Oktober 1975     |
| 7   | The Kitten Sitters/Termites Plus Two/Planet's Pest                | 18. Oktober 1975     |
| 8   | The Hypochondriac Lion/Give 'Em the Air/The Egg and Tom and Jerry | 25. Oktober 1975     |
| 9   | Watch Out, Watch Dog/The Super Cyclists/The Police Man            | 1. November 1975     |
| 10  | The Outfoxed Fox/The Towering Fiasco/The Lost Duckling            | 8. November 1975     |
| 11  | Beanstalk Buddies/Two Stars Are Born/Son of Gopher Broke          | 15. November 1975    |
| 12  | The Sorcerer's Apprentices/Hold That Pose/The Supercape Caper     | 22. November 1975    |
| 13  | Chickenrella/Double Trouble Crow/Jerry's Nephew                   | 27. November 1975    |
| 14  | See Dr. Jackal and Hide/Planet of the Dogs/The Campout Cutup      | 29. November 1975    |
| 15  | Triple Trouble/The Bull Fighters/The Cruise Kitty                 | 6. Dezember 1975     |
| 16  | It's No Picnic/The Big Feet/The Great Motorboat Race              | 13. Dezember 1975    |